# Seekapelle zum Heiligen Kreuz (Herrenchiemsee)

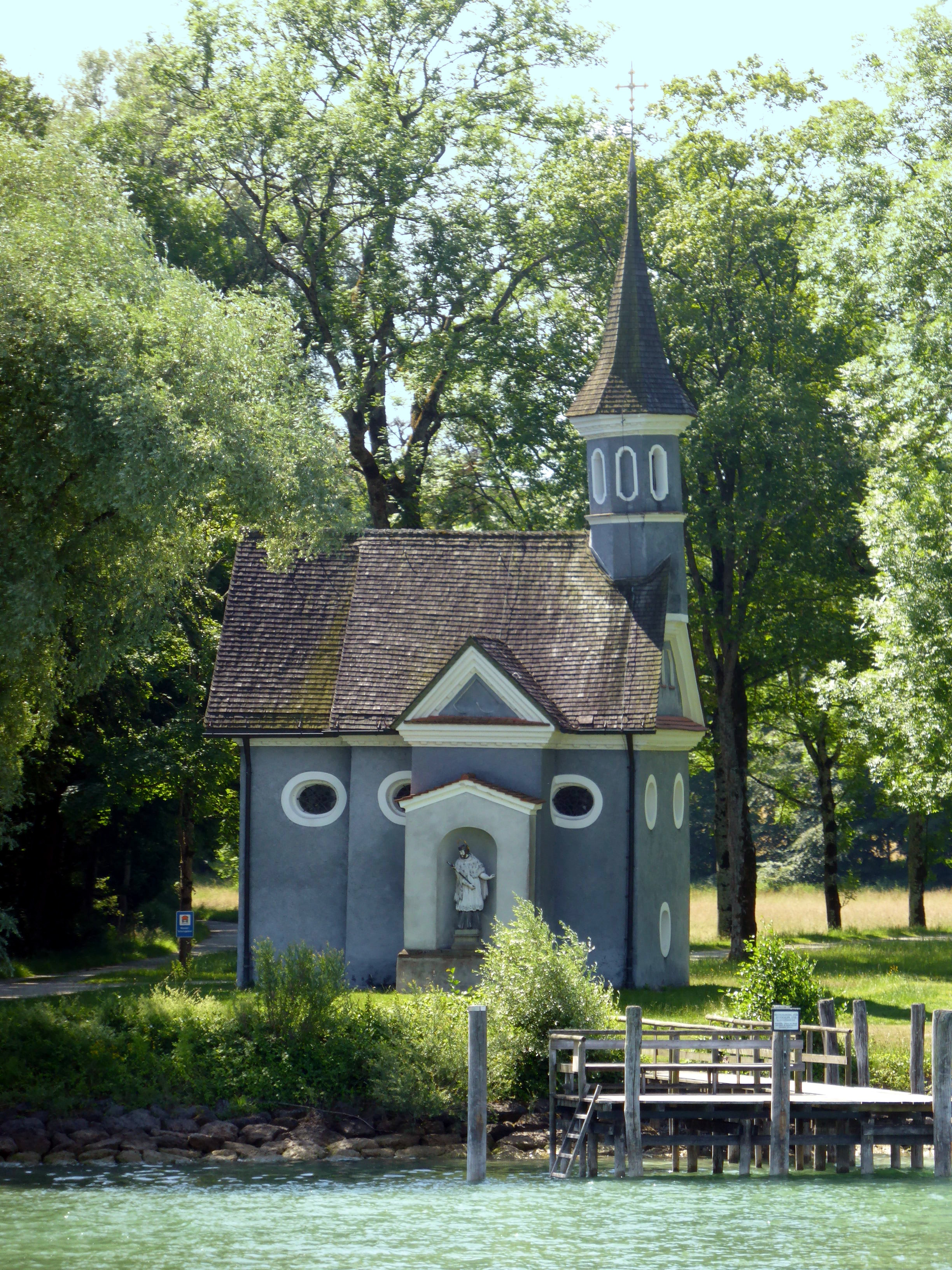
Nordseite der Seekapelle zum Heiligen Kreuz vom See aus gesehen

Die Seekapelle zum Heiligen Kreuz befindet sich an der Nordecke der Herreninsel im Chiemsee. Sie wurde 1697 am Standort einer älteren Kapelle erbaut. Den Entwurf der Kapelle lieferte wahrscheinlich Giulio Zuccalli. Das Innere beherbergt einige Kunstwerke aus der Entstehungszeit.

## Beschreibung
Die Kapelle ist ein barocker Steinbau mit ausschließlich rundovalen Fenstern, Putzgliederung sowie einer Nische mit Figur des Hl. Johann Nepomuk auf der Nordseite anstelle des ehemaligen Portals. Das Kirchlein wurde für den Fürstbischof vom Chiemsee gebaut, der sich hier vor dem Besuch des Domes umkleidete.
Der Spitzhelm des Dachreiters wurde nach 1819 aufgesetzt.
Der Freskenzyklus im Inneren der Kapelle wurde von Johann Baptist Zimmermann im Jahr 1700 hergestellt, ein ebenfalls im Inneren zu sehender Gemäldezyklus zum Thema Kreuzweg stammt von Joseph Eder. Das spätgotische Kruzifix (eine Kopie) an der äußeren Altarwand an der Ostseite wurde 1679 aus der Domstiftskirche des Inselklosters in diese Seekapelle übertragen.

## Denkmalschutz
Die Seekapelle steht unter Denkmalschutz und ist unter dem Aktenzeichen D-1-87-123-25 in der Denkmalliste des Bayerischen Landesamtes für Denkmalpflege erfasst. Sie ist nicht öffentlich zugängig.

## Galerie

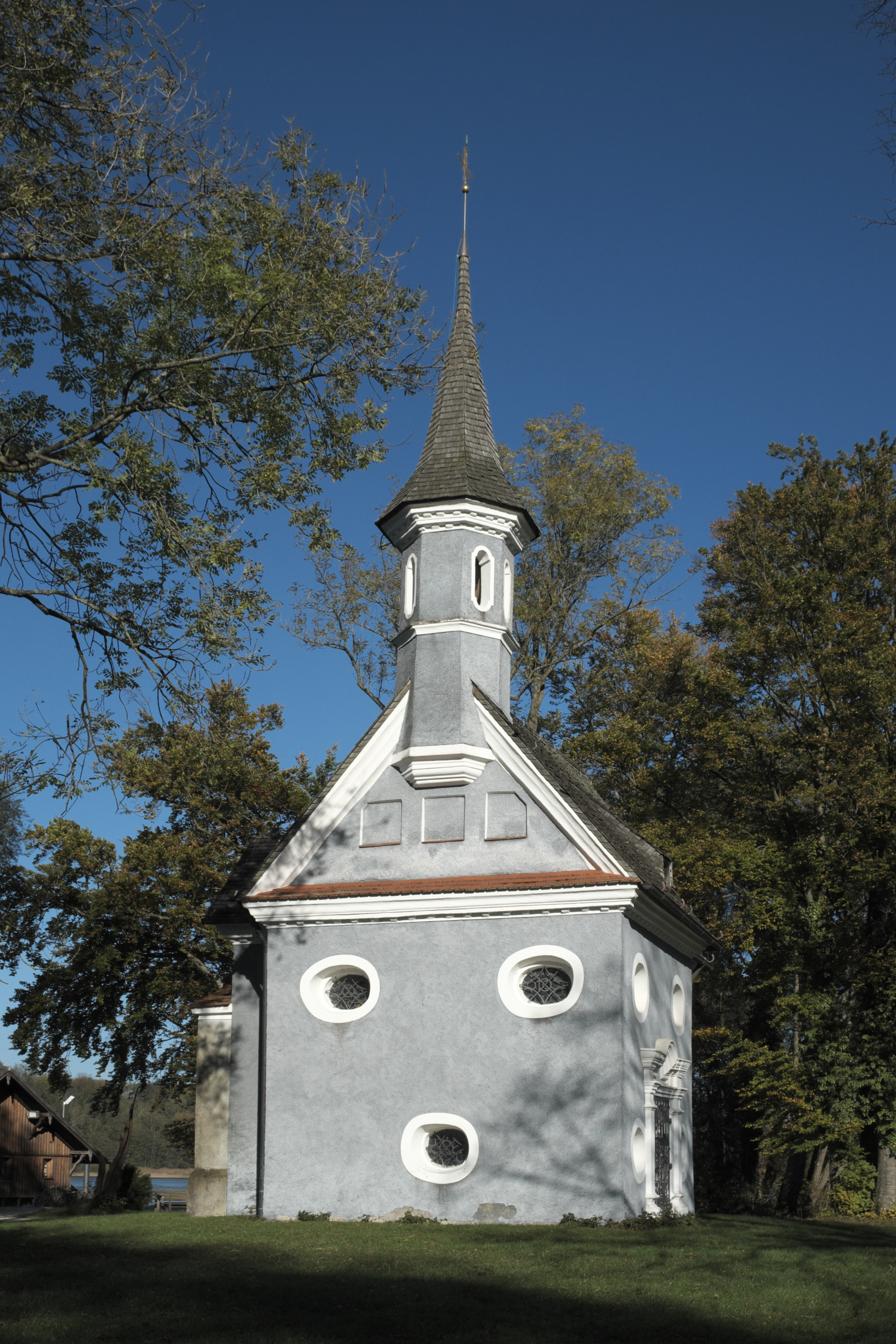
Westseite mit Turmreiter
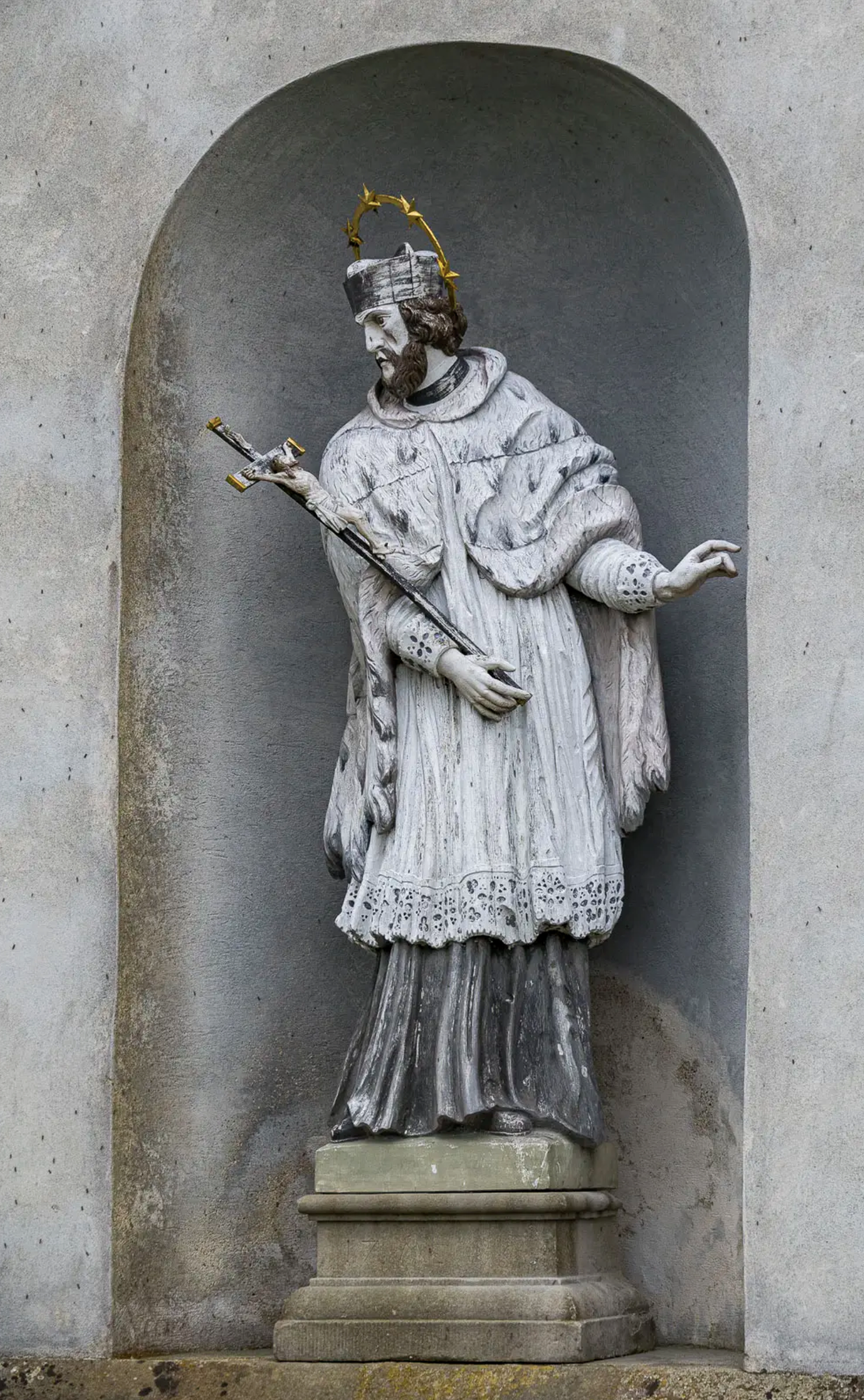
Figur des Hl. Johann Nepomuk auf der Nordseite
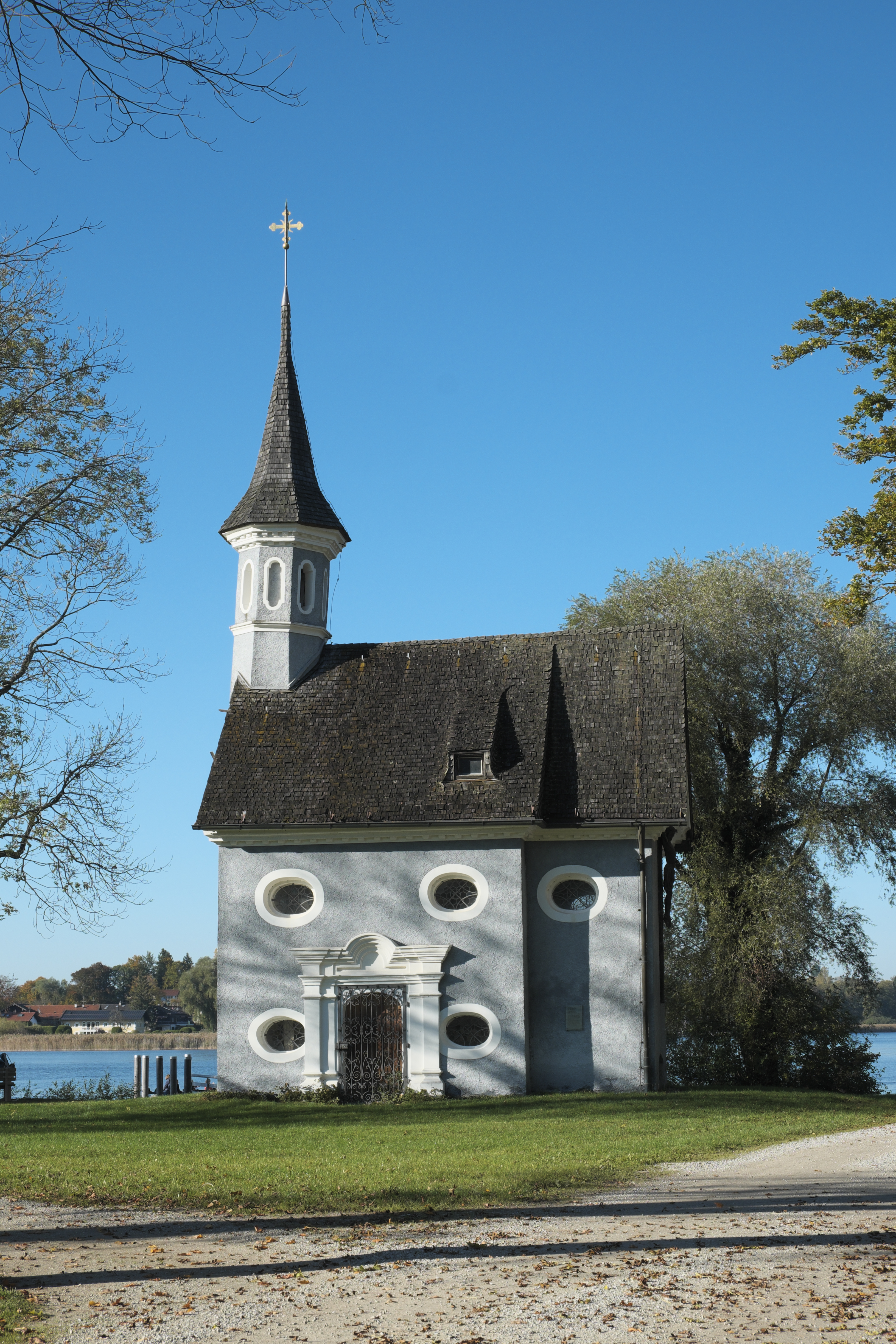
Südseite
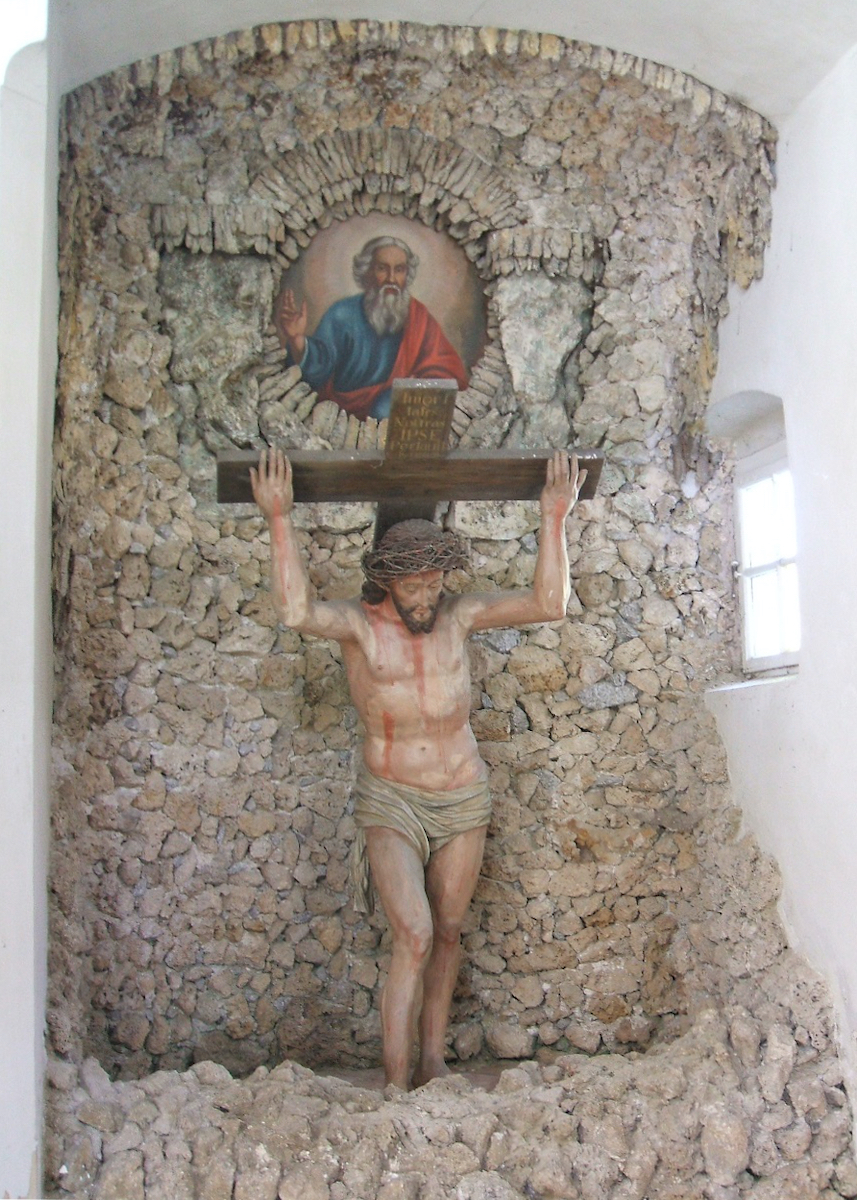
Innenansicht durch das Südfenster
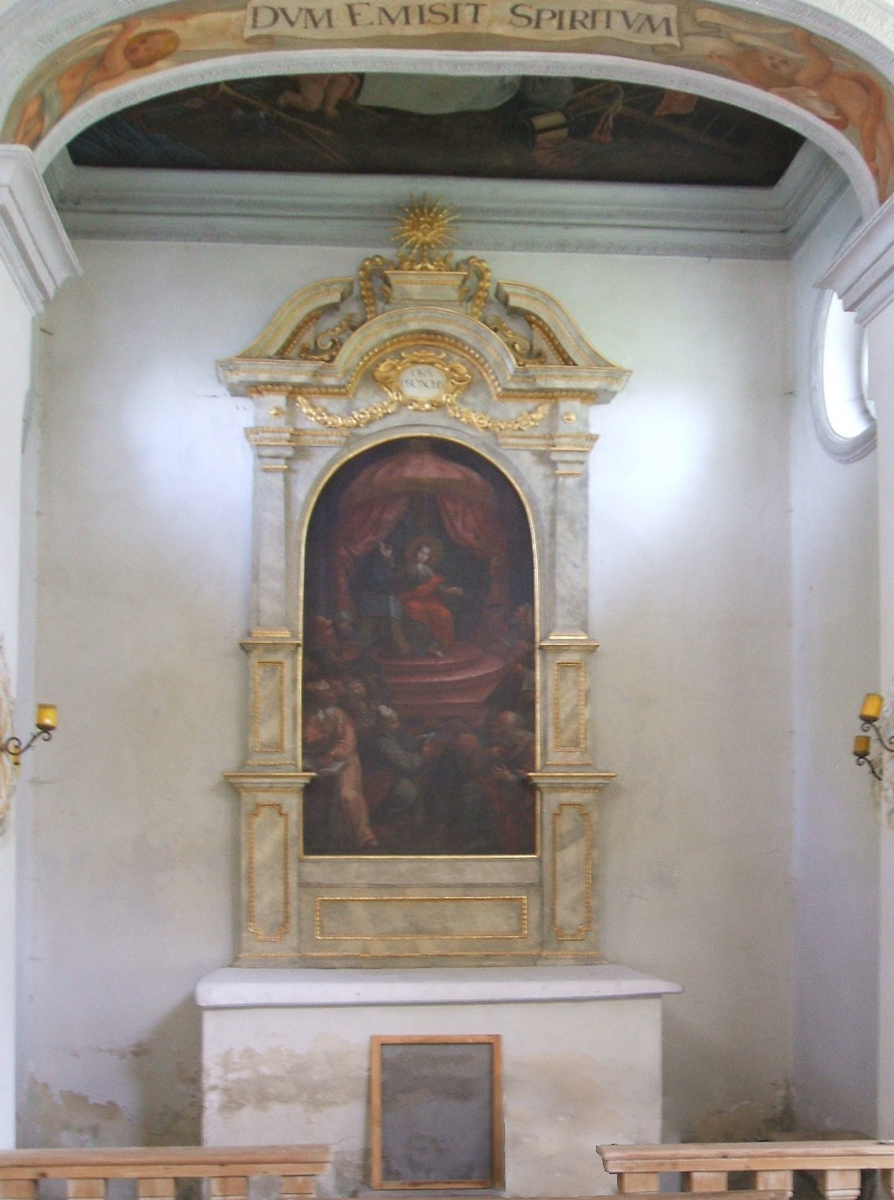
Hochaltar
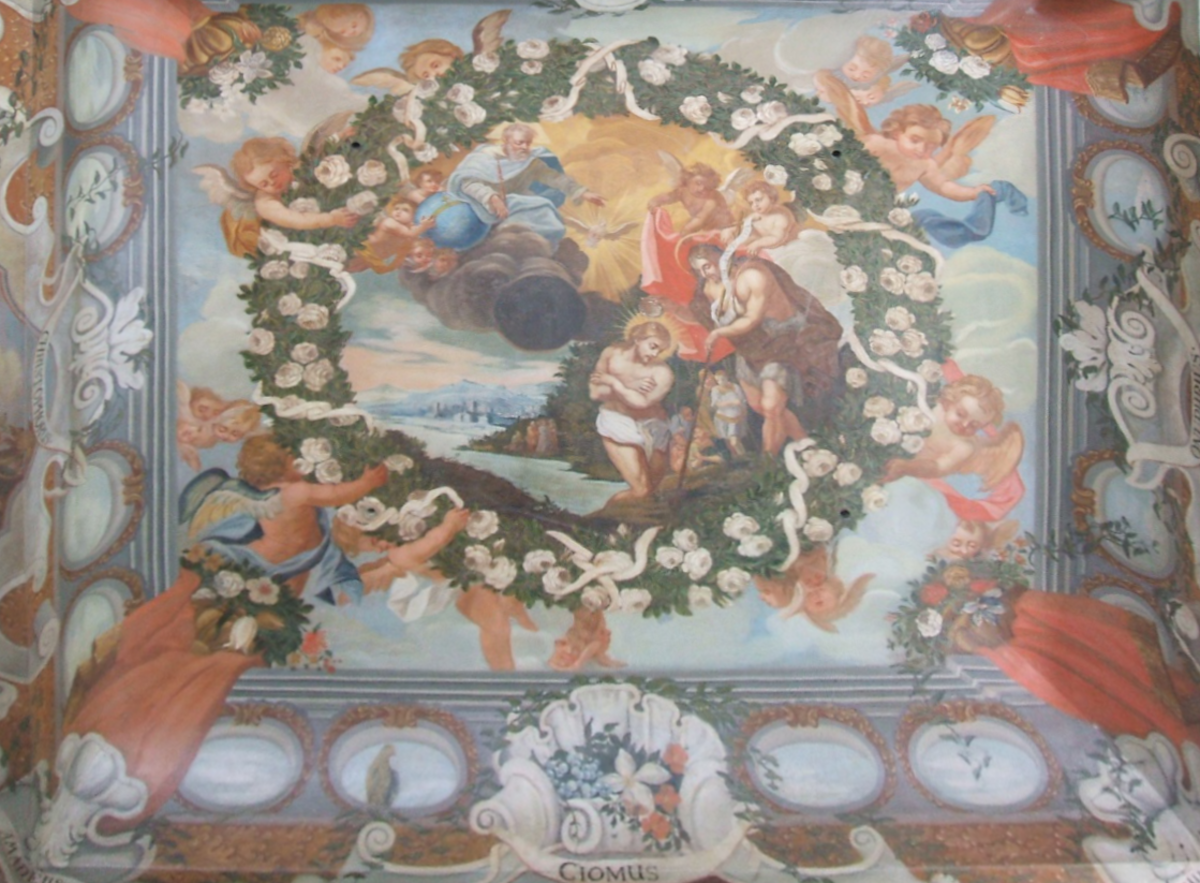
Deckengemälde
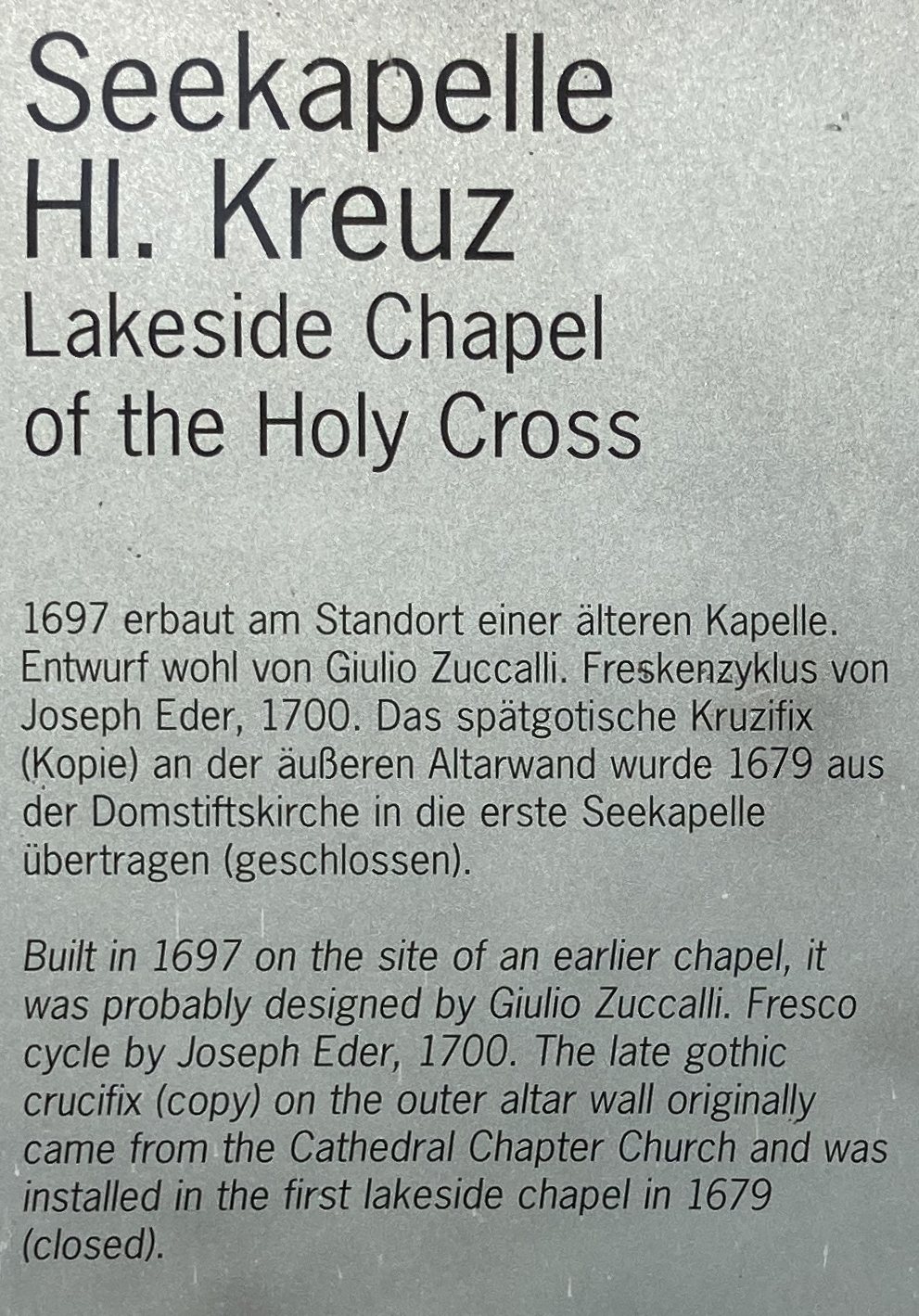
Tafel an der Südseite